# Brancourt
Pour les articles homonymes, voir Brancourt (homonymie).
Brancourt est une ancienne commune française du département des Vosges. Elle a existé de la fin du XVIIIe siècle jusqu'en 1964.

## Géographie
Cette localité se situe dans la vallée du Vair sur la rive droite, le long de cette même rivière.

## Histoire
Une gare desservait la commune, ainsi que les communes environnantes, elle fut détruite dans les années 1970 : toutefois, on peut encore deviner son emplacement en 2011, à proximité du viaduc ferroviaire.
Le 1er juillet 1964, la commune fusionne avec celles de Soulosse, Saint-Élophe et Fruze pour former la nouvelle commune de Soulosse-sous-Saint-Élophe,.

## Démographie
| 1906 | 1911 | 1921 | 1926 | 1931 | 1936 | 1946 | 1954 | 1962 |
| ---- | ---- | ---- | ---- | ---- | ---- | ---- | ---- | ---- |
| 237  | 228  | 211  | 188  | 167  | 160  | 145  | 133  | 138  |

## Personnalités liées à la commune
- Sylviane Gratio (Brancourt, Vosges, 06 juin 1937-   ), peintre naïve française est née dans la commune[3].